# Theadora Van Runkle
Theadora Van Runkle (* 27. März 1929 in Los Angeles als Dorothy Schweppe; † 4. November 2011 ebenda) war eine US-amerikanische Kostümbildnerin. Sie hat Kostüme für mehr als dreißig Filme hergestellt. Dafür wurde sie drei Mal für die Oscars nominiert.

## Leben
Van Runkle, geboren 1929 in Los Angeles, studierte am dortigen Chouinard Art Institute. Anfangs war sie als Illustratorin für Produktkataloge und Werbeanzeigen tätig. Später arbeitete sie als Skizzenzeichner für andere Modedesigner. Bekannt wurde sie für die Kostüme in Bonnie und Clyde (1967), dem ersten Film, an dem sie mitwirkte. Für diesen Film wurde sie für einen Oscar für das Beste Kostümdesign nominiert. Das darauffolgende Jahr stellte sie erneut Dunaways Kostüme für den Film Thomas Crown ist nicht zu fassen her.
Ihre zwei weiteren Oscarnominierungen erhielt sie für zwei Filme von Francis Ford Coppola, Der Pate – Teil II (1974) und Peggy Sue hat geheiratet (1986).
Im Jahr 2011 wurde bei Van Runkle Lungenkrebs diagnostiziert.

## Auszeichnungen
- 1967: Oscar-Nominierung in der Kategorie „Beste Kostümdesign“ bei der Verleihung 1968 für Bonnie und Clyde[2]
- 1974: Oscar-Nominierung in der Kategorie „Beste Kostümdesign“ bei der Verleihung 1975 für Der Pate – Teil II[3]
- 1986: Oscar-Nominierung in der Kategorie „Beste Kostümdesign“ bei der Verleihung 1987 für Peggy Sue hat geheiratet[4]

## Filmografie (Auswahl)
- 1967: Bonnie und Clyde (Bonnie and Clyde)
- 1968: Thomas Crown ist nicht zu fassen (The Thomas Crown Affair)
- 1968: Bullitt
- 1971: Johnny zieht in den Krieg (Johnny Got His Gun)
- 1974: Der Pate – Teil II (The Godfather Part II)
- 1976: Nickelodeon
- 1977: New York, New York
- 1978: Der Himmel soll warten (Heaven Can Wait)
- 1979: Reichtum ist keine Schande (The Jerk)
- 1982: Das schönste Freudenhaus in Texas (The Best Little Whorehouse in Texas)
- 1983: Wizards and Warriors (Fernsehserie)
- 1986: Peggy Sue hat geheiratet (Peggy Sue Got Married)
- 1989: Die Wilde von Beverly Hills (Troop Beverly Hills)
- 1992: Der Schein-Heilige (Leap of Faith)
- 1995: Kiss of Death